# Microporella monilifera
Microporella monilifera är en mossdjursart som beskrevs av Liu 200. Microporella monilifera ingår i släktet Microporella och familjen Microporellidae. Inga underarter finns listade i Catalogue of Life.